# Sultan Al Neyadi
Sultan Saif Al Neyadi (in arabo سلطان النيادي‎?; Al Ain, 23 maggio 1981) è un astronauta emiratino. Il 2 marzo 2023 è partito per la missione di lunga durata SpaceX Crew-6 e Expedition 68/69 a bordo della Stazione spaziale internazionale. È tornato sulla Terra il 4 settembre 2023 dopo 185 giorni di missione.

## Biografia

### Istruzione e carriera militare
Al Neyadi ha frequentato la scuola primaria e secondaria a Umm Ghafa, 30 chilometri da Al Ain. Concluse le scuole superiori si è arruolato nelle forze armate degli Emirati Arabi Uniti dove ha iniziato lo studio dell'ingegneria delle comunicazioni. Per migliorare la sua istruzione si è trasferito nel Regno Unito per conseguire una laurea in Ingegneria elettronica e delle comunicazioni presso l'Università di Brighton. Nel 2008 ha conseguito con un master in sicurezza informatica e della rete presso l'Università Griffith in Australia. All'inizio del 2012 è tornato in Australia per un dottorato di ricerca in tecnologia informatica sulla prevenzione della perdita di dati che ha conseguito nel 2016.

### Carriera come astronauta
Il 3 settembre 2018 è stato selezionato come uno dei primi due astronauti degli Emirati Arabi Uniti tra più di quattro mila candidati, insieme al collega Hazza Al Mansouri. Nei giorni successivi iniziò a svolgere un addestramento di sette mesi al Centro di addestramento cosmonauti Jurij Gagarin alla Città delle Stelle, in Russia, al fine di poter svolgere una missione di breve durata come partecipante al volo a bordo del veicolo Sojuz e della Stazione spaziale internazionale; ciò è stato possibile grazie ad un accordo tra Roscosmos e il Centro spaziale Mohammed Bin Rashid (MBRSC) del giugno 2018. Al termine dell'addestramento è stato ufficializzato dal MBRSC che Al Mansouri era stato scelto per la missione mentre Al Neyadi sarebbe stata la sua riserva. La missione, inizialmente prevista per aprile 2019, venne posticipata di cinque mesi (settembre 2019) a causa del fallimento del lancio della Sojuz MS-10. Tra settembre 2020 e maggio 2022 partecipò all'addestramento astronautico di base della NASA al Johnson Space Center così da poter partecipare in futuro ad una missione di lunga durata a bordo del Segmento statunitense della ISS.

#### SpaceX Crew-6 (Expedition 69)
Il 29 aprile 2022 Axiom Space e Mohammed bin Rashid Space Centre firmarono un accordo per permettere a un astronauta del MBRSC di svolgere una missione di lunga durata sulla ISS nel 2023. Il 25 luglio 2022 Al Neyadi venne assegnato alla missione di lunga durata SpaceX Crew-6 come specialista di missione a bordo della Stazione spaziale internazionale per l'Expedition 69. Il lancio è stato effettuato il 2 marzo 2023.